# Hurdano
El Hurdano es un río del interior de la península ibérica, afluente del Alagón. Discurre por la provincia española de Cáceres, en la comarca de Las Hurdes.

## Descripción
El río, denominado «Hurdano» o «Jurdano», antaño habría sido también conocido por nombres como los de «río de las Vegas de Coria» (localidad por la que pasa), «Jurdán» y «Jordán». Discurre por la comarca cacereña de Las Hurdes y, tras recibir el caudal de afluentes como el Malvellido por su lado derecho, termina por desembocar en el río Alagón, en una de las colas del embalse de Gabriel y Galán.
Sus aguas acaban vertidas en el Atlántico.